# QVT
OMG에서는 변환 작업에 대한 표준화 작업이 절실하다는 것을 느껴 변환 정보 정의의 표준화 작업을 시작했는데, 이 표준을 QVT(Query, View, and Transformation)라고 한다. QVT는 OMG에서 2002년 4월에 처음 RFP가 정의됐고 2003년 3월 첫 번째 서브미션을 거쳐 2004년 4월에는 두 번째 개선안이 발표됐다. QVT는 2003년도에 발표된 첫 번째 개선 작업에 의하면 전체 7개의 영역으로 나뉘어 정의하고 있다.
◆ 아키텍처: QVT에 대한 전체 아키텍처를 설명한다.
◆ QVT Common Structure: QVT를 사용해 변환 정보를 정의하기 위한 기본 QVT의 개념과 용어들을 정리한다.
◆ QVT using a rule-based language: TRL(Transformation Rule-based Language)과 이를 표기하기 위한 BNF 문법을 정의한다.
◆ QVT in the context of UML Profiles: QVT에서 UML 프로파일에 기반한 변환 작업을 기술한다.
◆ QVT using a framework approach: QVT 작성시 프레임워크 적용에 대한 내용
◆ QVT Interoperability: 서로 다른 QVT 컴포넌트에 대한 상호운용 모델을 표현하기 위한 메타 모델을 제시한다.
◆ 추적성(Traceability): 요구사항→PIM→PSM→소스코드까지의 추적성에 대한 개념을 제시한다.

## 같이 보기
- 모델 기반 개발
- 모델 구동형 아키텍처
- 도메인 특화 언어
- 메타 오브젝트 퍼실리티
- 메타모델링